# Dirk Rendant
Dirk Rendant es un deportista de la RDA que compitió en remo. Ganó dos medallas en el Campeonato Mundial de Remo, bronce en 1986 y plata en 1987.

## Palmarés internacional
| Campeonato Mundial | Campeonato Mundial       | Campeonato Mundial | Campeonato Mundial |
| Año                | Lugar                    | Medalla            | Prueba             |
| ------------------ | ------------------------ | ------------------ | ------------------ |
| 1986               | Nottingham (Reino Unido) | Medalla de bronce  | Dos sin timonel    |
| 1987               | Copenhague (Dinamarca)   | Medalla de plata   | Ocho con timonel   |